# Judy Cassab

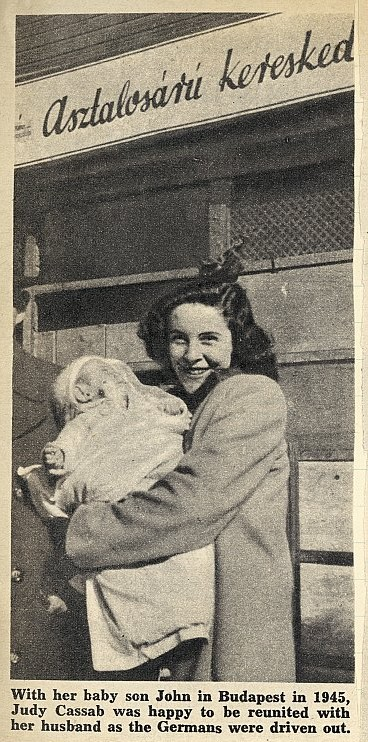
Judy Cassab mit ihrem Baby (1945)

Judy Cassab AO CBE (* 15. August 1920 in Wien, Österreich; † 3. November 2015 in Randwick, Sydney, Australien) war eine australische Malerin und zweimalige Gewinnerin des Archibald Prize.

## Leben
Judy Cassab wurde 1920 in Wien als Judit Kaszab geboren. Sie war die Tochter des ungarischen Juden Imre Kaszab und seiner Frau Ilona (geborene Kont). Ihr Ehemann Jancsi Kampfner wurde 1941 von den Nationalsozialisten zur Zwangsarbeit eingezogen und kehrte 1944 nach Ungarn zurück, wo er sich verstecken musste. Sie selbst studierte in Budapest Kunst und verbarg ihre jüdische Identität unter dem Namen ihres früheren Dienstmädchens Maria Koperdak. Ihre gesamte unmittelbare Familie starb im Holocaust.
Die kritischen politischen Ansichten ihres Ehemanns veranlassten die Familie, 1949 nach Wien zu gehen, da er seine Arbeit in Ungarn verloren hatte. Sie zog 1951 mit ihrem Ehemann und zwei Söhnen nach Australien und ließ sich in Sydney nieder. Zu diesem Zeitpunkt war sie bereits eine anerkannte Malerin.
Sie war die erste Frau, die den Archibald Prize zweimal gewann, 1960 für ein Porträt von Stan Rapotec und 1967 für ein Porträt von Margo Lewers. Sie malte das australische Outback und war als Porträtmalerin bekannt. Sie hatte mehr als 70 Ausstellungen in Australien sowie in Paris und London. Cassab verschenkte 400 ihrer Bilder an verschiedene Galerien in Australien.
Judy Cassab starb am 3. November 2015 in einem Pflegeheim in Randwick, einem Stadtteil von Sydney.

## Ehrungen
- Am 14. Juni 1969 wurde sie in Anerkennung ihrer Verdienste um die bildende Kunst zum Commander of the Order of the British Empire ernannt.[3]
- Am 26. Januar 1988 wurde sie Officer of the Order of Australia  in Anerkennung ihrer Verdienste um die bildende Kunst.[4]
- 1995 veröffentlichte sie ihre von Kindheit an geführten Tagebücher, für die sie mit dem Nita B. Kibble Award für Schriftstellerinnen ausgezeichnet wurde.
- Am 3. März 1995 wurde ihr ein Doctor of Letters (honoris causa) von der University of Sydney verliehen.[5]
- 2011 erhielt sie den Verdienstorden der Republik Ungarn.[1]